# 聖安東尼奧河
聖安東尼奧河（英語：San Antonio River）是美國德克薩斯州中南部河流，亦是瓜達盧普河支流，全長約390公里，流域面積約10,880平方公里。河流源自圣安东尼奥水泉，主要往东南流動，流經弗洛爾斯維爾及戈利亚德等城鎮，最終在提弗利北部與瓜達盧普河合流。早在西班牙帝國殖民美洲之前，河流流域乃至德州中南部地區已有美洲原住民居住。後來歐洲各國探險家先後路經河流，它亦因而有著不同名稱。現時河流的名稱源自1691年，得名於天主教紀念日聖安多尼瞻禮日。18世紀初，西班牙人在河流源頭一帶建立永久聚落及多個傳教站，但在這些傳教站最終因世俗化而於世紀末被棄置，或轉為自治的原住民村落。在得克萨斯革命期間，河流一帶爆發先後爆發多場戰役，其中以阿拉摩之戰最為慘烈。
河流流域生態多樣，孕育着不少動植物，其中更包括數種受威脅物種。但是，流域同時亦遭受入侵物種侵襲，而它們更會對原生物種乃至生態系統造成嚴重威脅。河流發生多次洪災，其中1921年的洪災更促使聖安東尼奧市進行河道截斷工程及修建水壩下水道等防洪設施，而及後成為市內景點的聖安東尼奧河濱步道亦應運而生。數十年後，美國陸軍工程兵團與聖安東尼奧河管理局合作，先後進行河流渠道化、改善水壩及修建地下泄洪隧道等工程，強化河流的防洪能力。流域內設有多個休閒設施，除了河濱步道外，多個經修復的傳教站亦是著名景點，而其中五個傳教站及相關建築更於2015年被聯合國教科文組織列入世界遺產。

## 流向

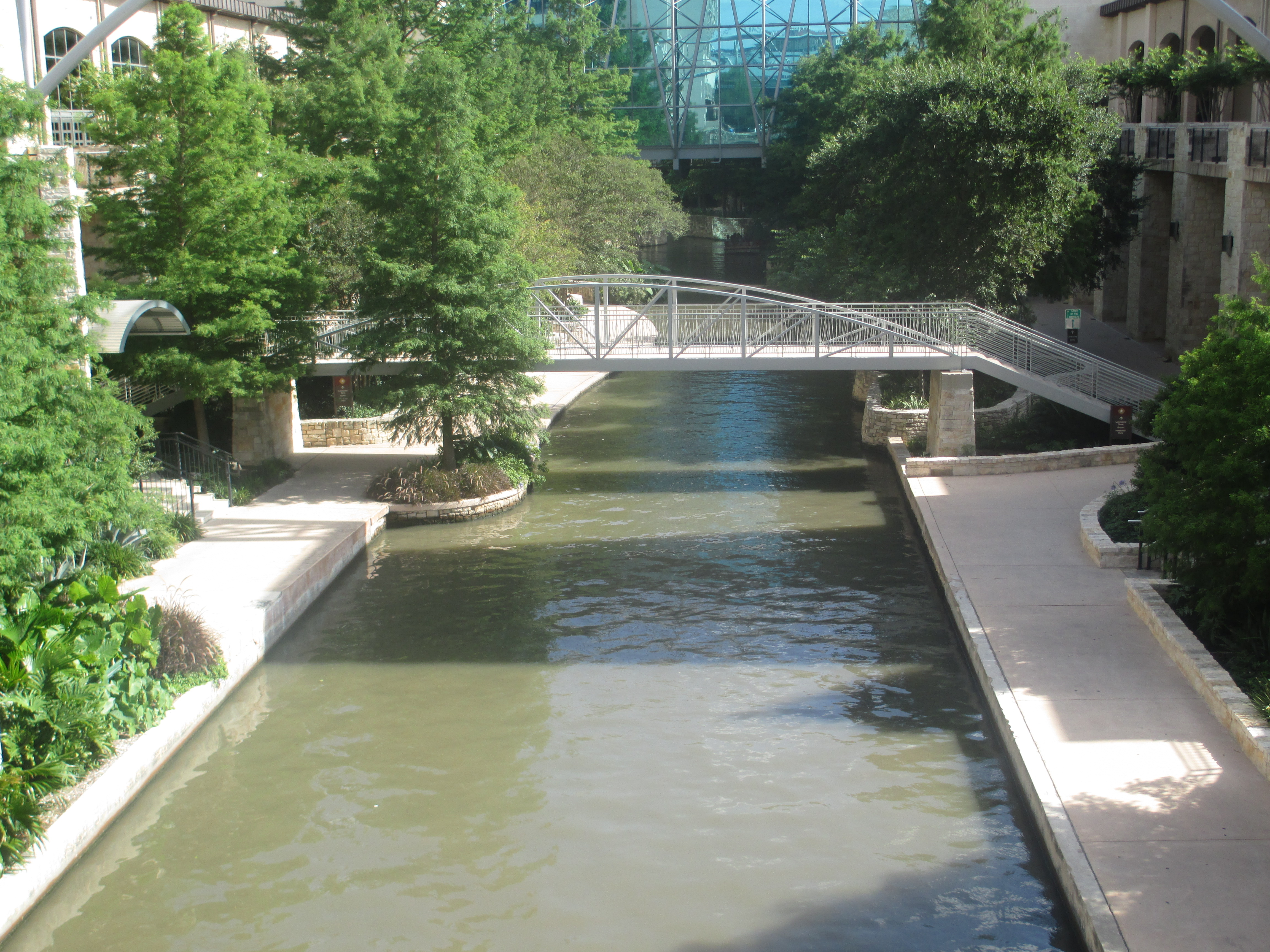
聖安東尼奧市內河道

聖安東尼奧河發源於聖安東尼奧內的聖安東尼奧泉。基於防洪原因，市內河段大多被混凝土河道取代，但有部份河段仍保留自然風貌。河流在奧爾莫斯公園附近與奧爾莫斯溪（Olmos Creek）合流後，會往西南方向流動，並流經聖安東尼奧動物園。離開動物園後，河流會先後流經兩個防洪建築物，並在康塞普西翁公園附近與聖佩德羅溪（San Pedro Creek）合流。此時，河流將會改往東南方流動，並在史汀森市立機場東北方流經埃斯帕達水壩（Espada Dam）。到達城市邊緣後，河流會在維克多·布勞尼格湖東南方與梅迪納河匯合。
離開聖安東尼奧後，河流開始以較為曲折的路線流動。流經卡拉維拉斯後，河流會在弗洛爾斯維爾西北方與凱斯特溪（Kicaster Creek）匯合。接著，河流會繼續往東南方流動，先後流經波思及福爾斯城，並在福爾斯城東部與馬塞利納斯溪（Marcelina Creek）匯合。之後，河流又會流經霍布森及潘纳玛丽亚等地，並在鬼鎮海倫娜附近與席博羅溪合流。及後，河流會先後穿越80號、72號、239號及59號德克薩斯州州道，並流經戈利亚德南部的戈利亞德州立公園及歷史遺址。河流在離開公園後繼續往東南方流動，而河道則在洛特湖（Lott Lake）東部再次變得曲折蜿蜒，最終在提弗利北部與瓜達盧普河匯合。

## 流域
聖安東尼奧河的流域面積約為10,880平方公里（4,180平方英里），橫跨比爾縣、威爾遜縣、卡恩斯縣、戈利亞德縣及里菲吉奧縣。流域內共有數條主要支流，包括梅迪納河、薩拉多溪（Salado Creek）及席博羅溪等，而這些河溪流域則與聖安東尼奧河流域共同組成聖安東尼奧河盆地。盆地位於德州中南部，始於班德拉縣的東北部，終於戈利亞德縣。流域海拔範圍由1至760米（3至2,500英尺），最低點是河口，而最高點則是位於班德拉縣及克爾縣的德克薩斯州丘陵地區。流域屬於副熱帶濕潤氣候，夏季炎熱多雨，冬季溫和乾燥。流域的年平均降雨量約為660至970毫米（26至38英寸），五月和十月的降雨量會稍為增多。在土地用途方面，上游流域以已發展地區、牧場及灌木叢為主，而下游流域則以農業和牧場為主。人口數據方面，美國普查局曾在2002年估計比爾縣人口約有140萬人，而2016年數字則升至約190萬人，升幅達36%。聖安東尼奧是上游流域內最大的城市，根據2016年美國人口普查，該市約有150萬人口。雖然下游流域同樣有人口中心，但只佔整體4.7%。

## 地理
大約在1.4億年前的白堊紀早期，中生代淺海覆蓋德克薩斯州大部份地區，最終向西延伸至跨佩科斯區域，及向北延伸至現時的州界。許多類型的動物（例如珊瑚、蛤蜊及貽貝）生活在中生代淺海、潮汐池和沿海沼澤內。而大約在1.2億年前，中生代淺海床的土壤與動物殘骸混合，形成鈣質軟泥，最終埋入較年輕的地層下並形成石灰岩。現時，這些沉積在淺海的石灰岩暴露在流經愛德華茲高原的河溪源頭及流域內，以及聖安東尼奧至達拉斯的德州中部地區，而土壤亦富含無數代動植物的有機物。另外，奧斯汀白堊岩是區內其中一組較著名的岩石地層，它自鄰近伊格爾帕斯的格蘭德河延伸，東至聖安東尼奧，北至達拉斯一帶。在第三紀時期，巴爾科內斯斷層帶形成，破壞從愛德華茲高原流入平原的愛德華茲含水層，並基於湧泉壓力而把大量水壓向地表。斷層帶形成了許多水泉，例如聖佩德羅泉、聖馬科斯泉、巴頓泉及薩拉多泉等，為流域一帶居民提供淡水資源。此外，聖安東尼奧亦是其中一個位於該斷層帶的城市。

## 水文與污染
聖安東尼奧河流域主要的水流量源自愛德華茲-聖三一含水層系統（Edwards-Trinity Aquifer System）。愛德華茲高原上的降雨流經地表後會進入附近河溪，而隨著河溪穿過巴爾科內斯斷層帶，水會流進含水層系統並為其帶來補給。根據估計，每年約有783,900,000立方米（635,500英畝·英尺）的水量經下滲作用流入該含水層系統。該含水層除了是大量天然水泉的源頭外，亦為聖安東尼奧市提供大約90%的飲用水及70%的市政用水。然而，河流的基本流量主要是依賴聖安東尼奧動物園的井水排放及水力公司聖安東尼奧供水系統（San Antonio Water System）處理後所得的再生水。如果沒有這種額外的水流，河流流量將會進一步減低，導致溶解氧下降並損害生物群落，而在乾旱期間更會導致部份河溪水位下降甚至乾涸。另外，該公司在聖安東尼奧市及周邊地區排出的再生水亦為比爾縣之後的河段提供大量水流。除了愛德華茲-聖三一含水層系統外，河流流域亦橫跨卡里佐-維爾科克斯含水層及墨西哥灣沿岸含水層（Gulf Coast Aquifer），而它們則為其他位於中下游流域的支流補給或提供水流量。另外，卡里佐-維爾科克斯含水層還為威爾遜縣及比爾縣部份地區提供水源，而墨西哥灣沿岸含水層則為卡恩斯縣及戈利亞德縣提供水源。
德克薩斯州環境質量委員會（TCEQ）會每兩年進行一次水體評估，以滿足《淨水法》的要求。2000年，TCEQ確認聖安東尼奧河及其支流薩拉多溪因細菌而受損，並把它們列入德克薩斯州水質清單內。2002年，另一條溪流亦因同樣理由而被列入清單。2007年，TCEQ根據《淨水法》來設立總最大日負荷（TMDL），訂立在滿足水質標準的同時水體可以接受的最大污染物量，而美國國家環境保護局亦在同年批准設立TMDL。同時，TCEQ在TMDL報告內亦提及可能的污染源，包括：廢水處理設施和其他機構的排放，城市雨水排放系統的排放，未開發土地的徑流，野生動物、牲畜和寵物的排泄，下水道設施洩漏，以及化糞池系統故障。另外在2018年，根據聖安東尼奧河管理局發表的《清潔河流報告》，細菌仍是河流流域最大的單一污染問題。問題在暴雨侵襲期間變得嚴重，河溪的大腸桿菌含量在暴雨過後一度急升200%以上，達到每100毫升460個大腸桿菌，遠超德州標準每100毫升126個大腸桿菌的三倍半。同時，總部位於奧斯汀的環保組織「環境德克薩斯」（Environment Texas）亦發表報告，指聖安東尼奧河沿岸的幾個熱門地點都發現糞便型大腸菌類，以及有多個地點都不適合游泳。

## 生態

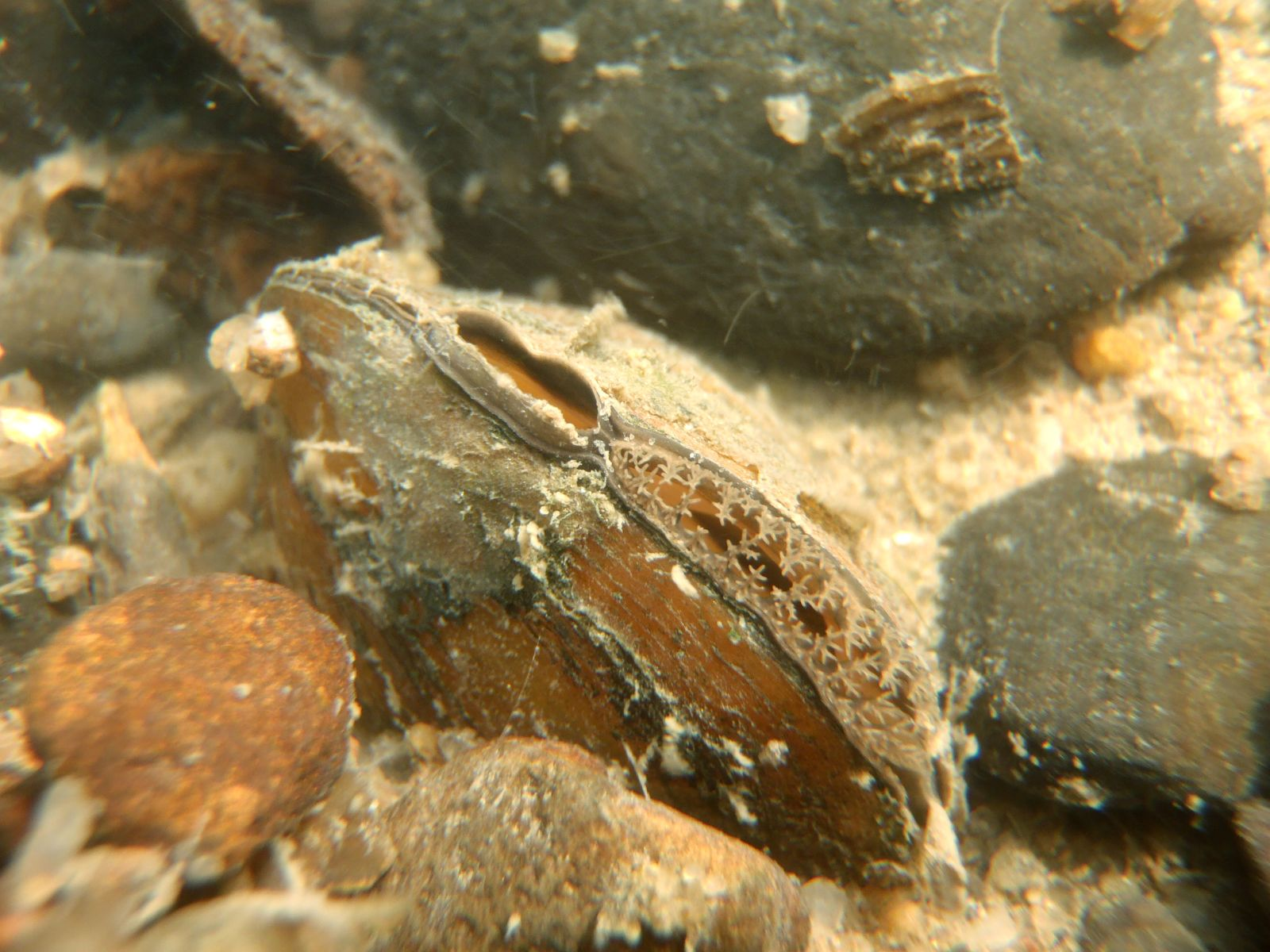
在德州屬於受威脅物種的淡水貽貝Rotundaria aurea

在德克薩斯州南部，聖安東尼奧河流域是其中一個生態多樣的地區，橫跨德克薩斯州丘陵地區、波斯特橡樹草原（Post Oak Savannah）、黑地草原（Blackland Prairie）、德克薩斯州南部平原（South Texas Plains）、墨西哥灣沿岸草原和沼澤（Gulf Coast Prairies and Marshes）五個生態區。這數個生態區的植物群落均以草本植物為主，而木本植物的數量則較少，整個流域常綠林及混合林的所佔比率不足5%。流域的常見植物包括刺柏、橡樹、牧豆樹、相思樹、長山核桃、大須芒草、印第安草、麒麟菊、風箱樹及食用仙人掌等。石茅是流域內常見的入侵植物，它能以自花授粉的形式快速繁殖下一代，在單個季節中每株植物甚至可產生最多8萬粒種子。另外，多功能的根莖及對競爭植物的化感作用亦有助石茅提高競爭力及入侵性，從而改變當地的土壤生物化學及降低草原上原生植物多樣性。如果缺乏有效控制，石茅的密度將會大幅增加，同時影響當地農作物收成。
聖安東尼奧河是不少動物的棲息地。流域內常見的兩棲動物包括科馬爾盲螈、美国牛蛙、里奧格蘭德豹蛙、環紋游蛇、擬鱷龜及紅耳龜等，而哺乳動物則包括浣熊、白尾鹿、九帶犰狳、東部棉尾兔、領西貒、負鼠及郊狼等。另外，常見魚類包括大口黑鱸、鏟鮰、長耳太陽魚及钳鱼等。河岸濕地以及聖安東尼奧市內的綠道和公園亦吸引不少林地鳥種和候鳥棲息，包括火雞、鵪鶉、鴿子、蒼鷺、鳴禽、角鸕鶿、綠頭鴨及魚鷹等。除此之外，瀕危的美洲鶴及奧氏角雉亦在墨西哥灣沿岸草原和沼澤生態區一帶棲息。2017年，聖安東尼奧河管理局的生物學家完成針對整個流域的調查，發現約12種淡水貽貝物種，其中包括只在德州棲息且屬於受威脅物種的Rotundaria aurea。流域內常見的入侵動物包括斑馬貽貝、福壽螺及罗非鱼等。以福壽螺為例，它會吃掉大量水中植物來改變河道及濕地的植物群落結構，降低自然水生植物的密度並使河水變得渾濁，甚至會與本土物種競爭間接改變底棲生物群落結構。

## 歷史

### 17世紀以前

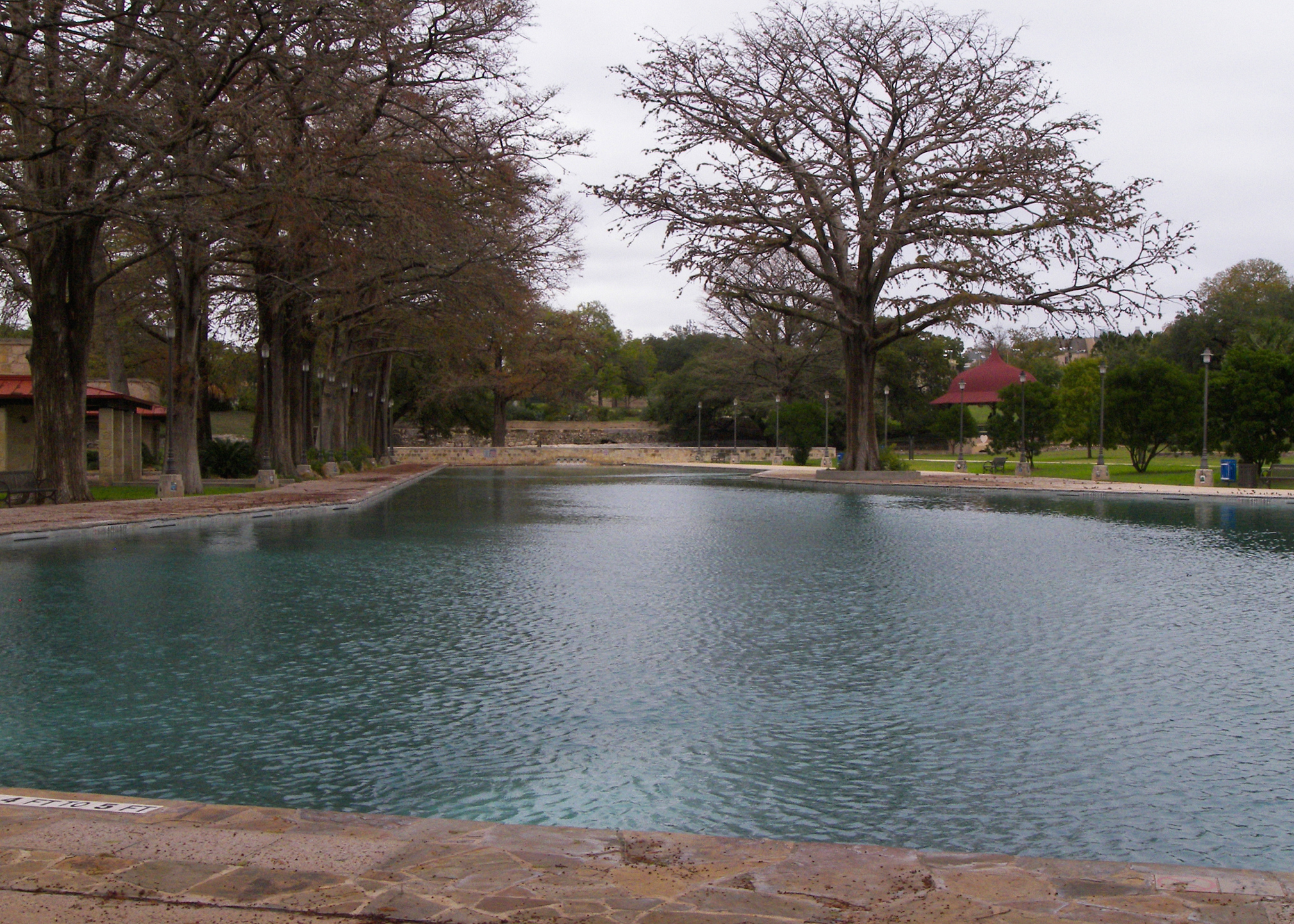
亞南瓜納遺址，現時被改建為公園

早在一萬多年前，德克薩斯中南部地區已經是美洲原住民的居住地。這些原住民主要以柯庫兒太肯為主，他們多以狩獵採集為生，並會在冬季遷徙至海岸一帶並在夏季返回內陸地區。河流源頭的聖安東尼奧泉以及附近的聖佩德羅溫泉對當地美洲原住民來說十分神聖，他們認為水泉是通往冥府的門戶，而聖安東尼奧河則是生命之源。1500年代未，歐洲人開始零星地進入德克薩斯南部及中部地區。1535年，西班牙探險家阿爾瓦·努涅斯·卡韋薩·德·巴卡在他穿越德克薩斯的旅程中曾經經過河流。但是，有些歷史學家認為阿爾瓦·努涅斯·卡韋薩·德·巴卡早在1520年代便早已發現河流，並在其上游紮營。在1600年代後期，一些能夠接觸到歐洲馬匹的原住民部落開始遷移至德薩斯南部平原，包括阿帕契族立邦部落、通卡瓦人及科曼奇人。1689年，西班牙探險家阿隆索·德·利昂在他第四次前往德克薩斯的探險中把河流稱為「阿羅約德利昂」（Arroyo de León）。河流現時的名稱則是源於1691年，當時新西班牙德克薩斯州州長多明哥·泰蘭·德洛斯里奧斯正與西班牙神父達米安·馬薩涅一同巡視德克薩斯東部的傳教站，適逢當日是天主教紀念日聖安多尼瞻禮日，於是德洛斯里奧斯在經過河流時把它命名為聖安東尼奧。同時，他們在河流附近發現一條名為「亞南瓜納」的原住民村莊（遺址位於現今的聖安東尼奧市），其後馬薩涅神父把村莊更名為「聖安東尼奧·德·帕多瓦」（San Antonio de Padua），並為當地居民及西班牙士兵提供彌撒。1692年，西班牙人在河源附近建造了首個永久聚落。

### 18至19世紀

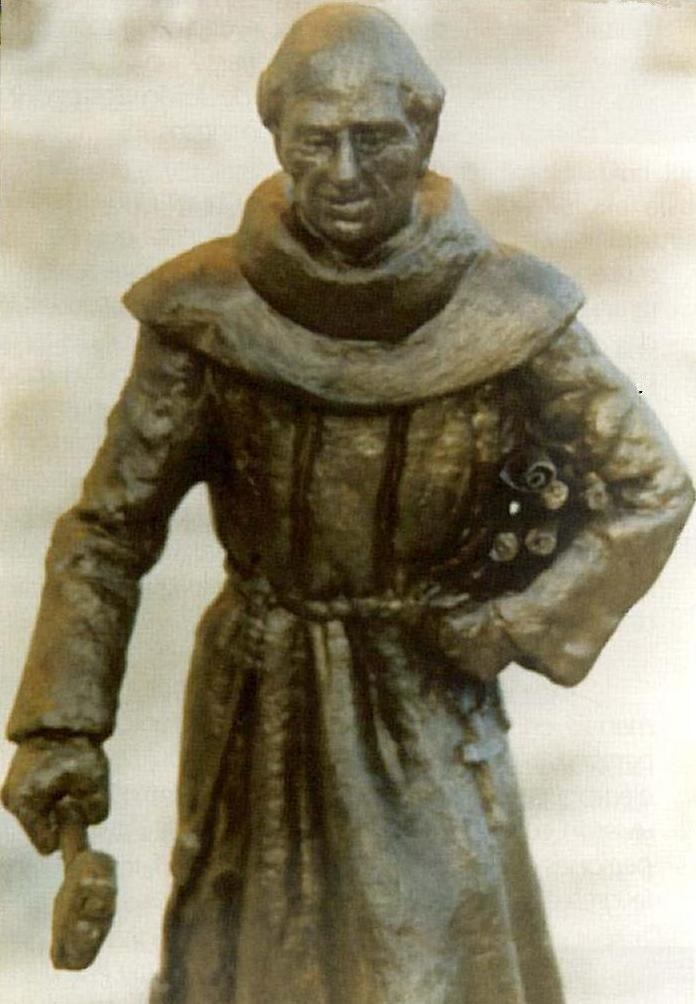
傳教士安東尼奧·德·奧利瓦雷斯的紀念碑

自1690年開始，德克薩斯便成為新西班牙的省份，而河源至河口一帶亦由西班牙人控制。1709年，西班牙傳教士安東尼奧·德·奧利瓦雷斯參與由探險家佩德羅·德·阿吉雷率領的探險隊，探索德克薩斯中南部地區，範圍由現今的聖安東尼奧市至科羅拉多河。奧利瓦雷斯發現聖安東尼奧一帶有著豐富的水資源，是在這片半乾旱地區建立傳教站的理想之地。為了擴大德克薩斯地區的傳教活動，他之後返回西班牙並遊說當局在聖安東尼奧河岸上建立傳教站。1718年5月1日，奧利瓦雷斯在獲得新西班牙總督祖尼加的巴爾塔沙，第一代阿里昂公爵的正式批准後，帶領其他方濟各會傳教士建立了聖安東尼奧·德·瓦萊羅傳教站。數日後，西屬德克薩斯州長馬丁·德·阿拉爾孔在傳教站對面，即河流西岸建立了聖安東尼奧·德·貝克薩要塞。充足的飲用水、灌溉用水及水力資源使河流迅速成為西班牙在德克薩斯的傳教活動中心，並促使當地政府在1720年至1755年間先後興建額外四個傳教站，分別是聖何塞傳教站、聖胡安·卡皮斯特拉諾傳教站、劍之聖弗朗西斯科傳教站以及康塞普西翁傳教站。另外在1749年，數個位於瓜達盧佩河的傳教站遷移至河流下游，後來成為戈利亞德。1776年，當地政府打算在河流下游一帶興建溝渠，一度引發水權爭議。下游的傳教站向當局要求獲得這些灌溉用水的優先使用權，但來自加那利亞群島的殖民者鄰居則拿出皇家法令，指「傳教站不能在供水未被中斷的情況下阻止他人自由使用河水作灌溉之用」，最終傳教站負責人只好作罷。方濟各會的傳教活動一直持續到18世紀末，但後來因疾病及搶劫等因素對居於聚落的原住民造成重大損失，加上他們普遍不願接受西班牙的生活方式，最終這些傳教站在1793年開始世俗化，並轉變為自治的原住民村落。

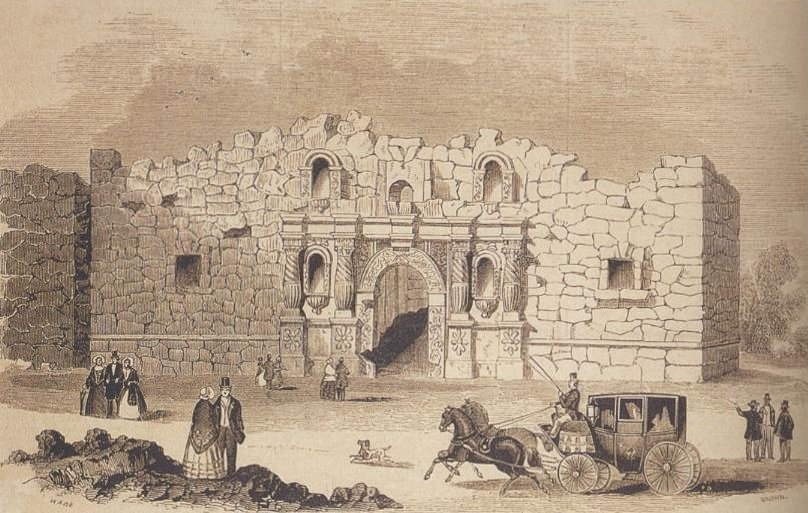
聖安東尼奧內的阿拉摩要塞，繪於1854年

1810年，墨西哥獨立戰爭爆發。1821年，墨西哥擺脫西班牙統治並成功獨立。1824年4月，在墨西哥政府頒佈較西班牙統治時期嚴格的《一般殖民法》前，墨西哥人馬丁·德·利昂向墨屬德克薩斯聖安東尼奧·德·貝克薩爾省代表團提出請願，要求在河流下游一帶建立城鎮來安置40多個墨西哥家庭，並獲得批准。1820年代後期，在科阿韋拉及德克薩斯頒佈《殖民法》後，屬於Empresario的詹姆斯·鮑爾及詹姆斯·希森兩人共同向當局提出申請，與一些愛爾蘭天主教徒及墨西哥家庭殖民德克薩斯海岸。及後，他們獲分配至一個鄰近河流且已被遺棄的傳教站，並建立殖民地。1835年10月，隨著冈萨雷斯之战爆發，德克薩斯革命正式開始。在革命期間，多場戰役先後在河流一帶爆發，包括康塞普西翁之戰、草料戰鬥、圍攻貝克薩、戈利亞德大屠殺及阿拉摩之戰。阿拉摩要塞前身是聖安東尼奧·德·瓦萊羅傳教站，在1793年因西班牙世俗化運動而被廢棄，後來一支西班牙騎兵部隊進駐此地並建立營地，又把它更名為「阿拉摩」。1836年2月下旬，墨西哥將軍和獨裁者安東尼奧·羅培茲·德·聖塔·安那率軍1,800人，把德克萨斯共和国數以百計的士兵圍困在阿拉摩要塞。經過13天圍困後，墨西哥一方突襲要塞，造成幾乎所有德克薩斯士兵死亡，阿拉摩之戰宣告結束。在1861至1865年的南北戰爭中，具有地理位置優勢的聖安東尼奧市一度成為美利堅聯盟國的補給站。1877年，聖安東尼奧市向當地一家公司批出供水合同，而後者則在河源附近建設泵房抽取並向該市供水。同年，加爾維斯頓、哈里斯堡與聖安東尼奧鐵路公司把旗下鐵路延伸至河流上游一帶，並為聖安東尼奧市帶來商業及人口增長。數年後，國際—大北方鐵路公司亦連接至聖安東尼奧市，使該市逐漸成為區域性的商業、農業加工和運輸中心。1890年，聖安東尼奧市的水力公司開始使用自流井從愛德華茲含水層取水，使該市對水的依賴由河流轉為水井，及後更影響鄰近水泉及河流的流量。

### 20世紀至今

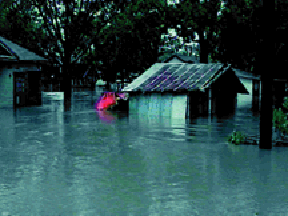
在1998年10月洪災期間，洪水一度淹浸多棟建築

1913年，厄爾尼諾現象出現，而此時德克薩斯州降雨十分充沛。同年10月及12月，河流鄰近聖安東尼奧市一帶先後發生兩次洪災，其中10月那次更在24小時內錄得超過180毫米（7英寸）雨量，而這兩次洪災合共造成五人死亡、約30萬美元的經濟損失。1921年9月，洪水再次掩至聖安東尼奧市，市內錄得173毫米（6.83英寸）雨量，而鄰近地區則在36小時內合共錄得1,010毫米（39.7英寸）雨量，河流水位亦一度上升至3.7米（12英尺）並淹浸多棟市中心建築物。最終，這場破壞性極大的洪災奪去51條生命，造成大量房屋、基建及公共建築受損，並帶來超過3百萬美元的經濟損失。災難過後，市長約翰·托賓（John Tobin）提出在奧爾莫斯盆地修建水壩、橋樑及下水道等設施，以防同類事件再次出現，同時亦刺激河流的現代發展。其後該市發行城市債券，用以修建市區水道及奧爾莫斯水壩。在聖安東尼奧商會的幫助下，該市債券發行規模達到約280萬美元，及後市政府分配約60萬美元興建市區水道，而餘下款項則全數用於修建水壩。1937年，聖安東尼奧河管理局正式成立，旨在協助當地的防洪工作。1941年，當地建築師羅伯特·H·H·哈格曼所提倡的城市公園聖安東尼奧河濱步道幾經努力後終於落成，並在後來的1968年聖安東尼奧世界博覽會為眾多遊客提供服務。1946年洪災過後，聖安東尼奧河管理局與美國陸軍工兵部隊及美國農業部自然資源保護局合作，著手制定聖安東尼奧河及其支流的洪水管理戰略。而在1998年10月中旬，兩股颶風（颶風萊斯特及颶風瑪德琳）配合其他氣象條件，在德克薩斯州中南部地區形成暴雨，最終誘發洪災。當時，聖安東尼奧市內錄得約286毫米（11.26英寸）雨量，打破1921年的記錄，而鄰近410號州際公路的河段其水位高度亦稍微超出正常水位，但流量則錄得破記錄的2,250立方米每秒（79,400立方英尺每秒）。事件最終造成25人死亡，並帶來超過500萬美元的經濟損失。
2002年6月下旬，受高空擾動影響，德克薩斯州中南部地區出現暴雨，更一度錄得760毫米（30英寸）的降雨量。暴雨在聖安東尼奧地區及德克薩斯州丘陵地區一帶引發氾濫，最終河流上游出現洪災，並造成數人死亡及數千萬美元的經濟損失。經歷1998年及2002年兩次洪災後，比爾縣專員法院（Bexar County Commissioners Court）、聖安東尼奧市議會及聖安東尼奧河管理局董事會在2003年達成協議，建立比爾區域流域管理夥伴關係（Bexar Regional Watershed Management Partners），旨在利用專業技術及整合資源來改善水質、防洪及雨水管理。2012年，聖安東尼奧河管理局聯同凱內迪市政府保育位於市內的河流支流埃斯孔迪多溪（Escondido Creek），並在往後數年成功把溪流延長2.01公里（1.25英里），以及增建公園大道及休閒設施。隨著聖安東尼奧市及毗連區域的人口逐步增長，市內用水量亦逐漸提高，單在2018年1月至7月便已超過1,700億公升（460億加侖），河流流量亦因而有所下降。

## 河流改造
早在18世紀，居於當地的傳教士及印第安人已建造不同的水渠來引導河水用於灌溉。但是，流域內主要的水渠是由後來的定居者所建造。在1729年至1745年之間，當地政府先後興建六條水渠，包括康塞普西翁溝渠（Conception Ditch）、阿拉莫馬德雷溝渠（Alamo Madre Ditch）、聖何塞灌溉水渠（San Jose Acequia）、聖胡安灌溉水渠（San Juan Acequia）及聖佩德羅溝渠（San Pedro Ditch），而部份更鄰近各個市內傳教站。這些水渠主要向傳教站及附近農田供水，只有聖佩德羅溝渠是負責向區內另一個城鎮「聖費爾南多別墅」（Villa de San Fernando）供水。19世紀中後期，這些水渠因不同原因而被棄用，時至今日只有阿拉莫馬德雷溝渠及聖胡安灌溉水渠仍然正常運作，而後者亦負責為聖安東尼奧南部數個農場供水。埃斯帕達水壩是當地政府在聖安東尼奧·德·瓦萊羅傳教站南部進行的最後一項水利工程，它除了水壩外亦附有溝渠及渡槽等建造物。項目在1731年開始，1745年完工，是美國現存最古老的水壩。埃斯帕達溝渠本在1880年代停止使用，但在1895年埃斯帕達溝渠公司（Espada Ditch Company）清理、拓寬及加深溝渠，並修復埃斯帕達水壩，再次向周遭農民供水。
1921年9月發生的洪災極具破壞性，促使時任市長約翰·托賓提出修建防洪設施以防同類事件再次發生，而奧爾莫斯水壩亦因此應運而生。在進行一系列的地質、大氣條件及降水歷史研究後，市政府決定從阿拉莫高地開發商及聖道慈惠姊妹會手上收購土地，並預定在阿拉莫高地西南部興建水壩。這座耗資150萬美元的水壩於1925年開始建設，並在1926年完成。水壩屬於混凝土重力壩，長592米（1,941英尺），高18米（60英尺）。另外，水庫面積為83平方公里（32平方英里），最大蓄水量約為15,500,000立方米（12,600英畝·英尺）。水壩透過六個水閘控制及阻擋水流，並可在洪水發生時逐漸把水注入河道，確保水不會溢出河道。在暴風雨侵襲期間，水壩合共阻止約190億公升（51億加侖）的水溢出河道造成市區氾濫。1970年代初，市政府委託民間工程公司來調查水壩的結構完整性、穩定性及承載能力。調查結果指出水壩能阻擋二百年一遇洪水，但存在穩定性及侵蝕問題，因此建議市政府加固水壩結構。1979年，水壩改造計劃正式展開，項目包括加固及錨定大壩、修改水閘操作、增設緊急溢洪道等，後來亦在鄰近街道的水壩控制中心安裝監控儀器。
1926年，建築師羅伯特·H·H·哈格曼向市政府、業主及民間領袖推銷其城市規劃方案，包括修建防洪水閘、小型水壩、扇形閘門以及進行河道截斷工程等。但是，大多建築計劃因經濟大蕭條而遭擱置，只有河道截斷工程在1926年展開，並在1930年完成。1954年，美國國會授權美國陸軍工程兵團進行聖安東尼奧河道改善項目，以提升聖安東尼奧河及其支流的防洪能力。1958年，工程兵團與聖安東尼奧河管理局合作，改建長約50公里（31英里）的河道並把其渠道化，又在河流及聖佩德羅溪下方興建兩條地下隧道，以保護政府大樓及商業區免受洪水威脅。大多防洪工程分別在1960年代和1970年代完成，但兩條地下隧道的施工時間則較後。工程兵團在1993年展開聖安東尼奧河隧道的修建工作，並於1998年完成。這條造價約1.11億美元的隧道深46米（150英尺），長約4.8公里（3英里），直徑達7.3米（24英尺），在洪災期間能每分鐘排走約1,200萬公升（300萬加侖）的水。除了防洪，隧道亦能在乾旱時期把河水循環到河流中以維持一定流量。1999年，隧道項目獲得美國土木工程師學會的德克薩斯州傑出土木工程成就獎，以及國家級優異獎。2000年，該項目獲美國國家藝術基金會頒發聯邦設計成就獎。

## 休閒

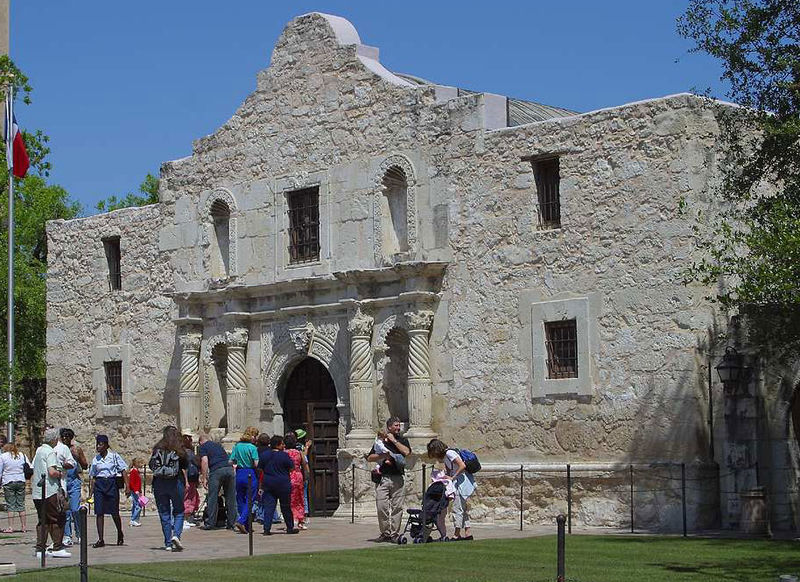
阿拉莫博物館

聖安東尼奧河流域內設有多個公園及步道供公眾使用。前身是傳教站的阿拉摩要塞在1836年阿拉摩之戰期間受損，但直到1890年代後期才有組織嘗試修復及保育。1960年12月19日，阿拉摩要塞獲聯邦政府收錄至美國國家歷史名勝。除了參與導賞團及歷史講座外，公眾還可以在阿拉摩內參觀小教堂、長軍營及小型博物館，而博物館內則收藏著德克薩斯革命時期的繪畫、武器及其他文物。另外，阿拉摩設有一幅名為「歷史牆」的大型壁畫，描繪阿拉莫建築群從傳教站時期至現代的歷史。1983年4月，聖安東尼奧傳教站國家歷史公園成立，範圍包括四個在西班牙殖民時期興建的傳教站，以及相關的水壩和灌溉水渠，但由於阿拉摩是由德州擁有，因此被排除在外。公眾除了能免費遊覽園內各個殖民時期遺址外，亦可以在劍之聖弗朗西斯科傳教站觀看原住民傳統手藝「梭織」表演。2015年，聯合國教科文組織把五個傳教站及相關建築列入世界遺產。
聖安東尼奧河濱步道是聖安東尼奧市內的城市公園，同時亦是河道美化工程的一部份。長約5.2公里（17,000英尺）的河濱步道建於1941年，它一共覆蓋21個街區，沿途設有多條樓梯及橋樑，並種植超過12,000棵植物。在接下來的幾十年中，市政府不斷改善及擴展河濱步道，使它連接至商業區、會議中心及劇院等地。現時的河濱步道由博物館段、市中心段及傳教站段組成，長約26公里（16英里），公眾可以透過它前往市中心及市內著名景點（如珍珠釀酒廠、藝術博物館等），而步道兩旁食肆商店林立。另外，公眾亦可在某些段落乘坐駁船遊覽，甚或進行遠足、騎單車、劃獨木舟及皮划艇等活動。

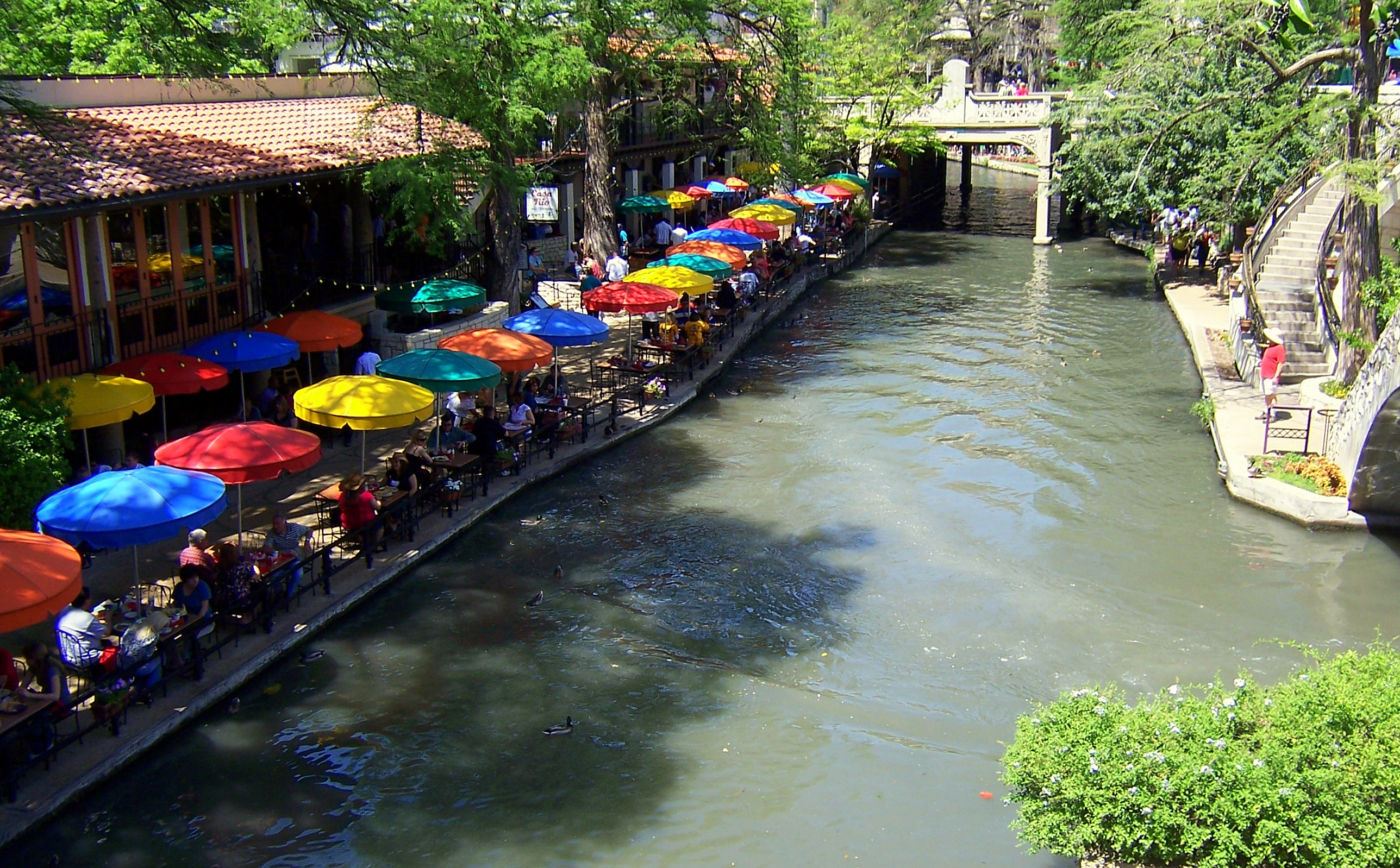
首間坐落於河濱步道上的餐廳，於1946年開業

除了上述位靠聖安東尼奧市的公園及河濱步道外，河流流域內還有不少休閒設施。約翰·威廉·赫爾頓—聖安東尼奧河自然公園（John William Helton-San Antonio River Nature Park）位於卡拉維拉斯，佔地0.4平方公里（98英畝），由聖安東尼奧河管理局負責日常管理。園內設有步道、自然教育徑、足球場及籃球場等設施，公眾亦可進行遠足、騎BMX及山地單車、露營、划船等活動。戈利亞德州立公園及歷史遺址位於戈利亞德南部，佔地1.12平方公里（276英畝），由德克薩斯州公園及野生動物部管理。公園覆蓋多個歷史景點，包括經修復的埃斯皮里圖桑托傳教站（Mission Espiritu Santo）、羅薩里奧聖母傳教站廢墟、紀念詹姆斯·范寧及其餘戈利亞德大屠殺遇難者的范寧紀念碑等。另外，公眾亦可在園內進行露營、釣魚、劃獨木舟及皮划艇、觀鳥等休閒活動。

## 外部連結
- 德克薩斯州聖安東尼奧河管理局 （页面存档备份，存于）（英文）
- 聖安東尼奧河濱步道官方網站 （页面存档备份，存于）（英文）